# Real Sociedad (féminines)
Pour la section hockey sur glace, voir Real Sociedad (hockey sur glace).
Pour la section masculine de football, voir Real Sociedad.
Maillots
Actualités
La section féminine de football de la Real Sociedad, couramment abrégée en La Real, fait partie d'un club sportif basque basé à Saint-Sébastien. Sa première équipe féminine de football est créée en 2004.

## Histoire

### Les débuts du football féminin à la Real Sociedad
En 2004, la Real Sociedad a créé la première équipe féminine de l'histoire du club et 19 joueuses basques sont ainsi recrutées par le club pour la saison 2004-05.
Suit à cette première saison, l'équipe est montée en deuxième division d'Espagne, puis en  première division féminine. Au début de la saison 2012-2013, l’équipe a remporté son premier titre officiel, la Coupe de football féminin du Pays basque où l’équipe txuri-urdin a battu 2-0 l’Athletic Bilbao dans la finale.
Depuis la saison 2018-2019, la Real Sociedad féminine dispose d'une équipe réserve, la Real Sociedad B, qui participe au championnat territorial féminin de Guipuscoa.

### Le pôle féminin de Real Sociedad aujourd'hui
L'équipe basque a été l'un des premiers clubs à signer des contrats professionnels (depuis janvier 2012) et  des licences professionnelles (depuis la saison 2012-13) avec ses joueuses. L'équipe féminine dispose aussi d'un sponsor personnalisé, indépendant du reste des équipes de la Real: de 2010 à 2014 le sponsor a été La Gula del Norte, de 2014 à 2018, S21SEC et depuis 2018, Euskaltel.
Les joueuses de la Real ont le même service médical que les joueurs de l’équipe masculine (attention quotidienne, bilan de santé, etc.). Elles participent à des événements sociaux avec eux et elles disposent d'un abonnement pour assister aux matchs de la première équipe masculine à Anoeta.
Tous les clubs de Guipuscoa (43 clubs) qui ont une section de football féminin sont affiliés de la Real. Il y a également des accords de collaboration avec des clubs de Navarre et de La Rioja.

## Palmarès et record

### Palmarès
- Championnat d'Espagne
  - Vice-champion : 2022
- Coupe d'Espagne (1)
  - Vainqueur : 2019.
  - Finaliste : 2024.
- Supercoupe d'Espagne
  - Finaliste : 2020 et 2023.
- Coupe du Pays basque
  - Vainqueur : 2012.

### Record d'affluence
- 21 500 personnes en match de La Liga Iberdrola (saison 2017-2018), face à l'Athletic Bilbao. En 2018, pour la première fois, le club a ouvert les portes du Stade d'Anoeta pour accueillir un match de l’équipe féminine. La Real a perdu 1-4 le derby basque, et le but local a été marqué par "Chini" Pizarro. Malgré la défaite, la Real s'est qualifiée pour la Coupe de la Reine de la saison 2018-2019.

## Bilan saison par saison
Parcours du club depuis sa promotion à la première division espagnole en 2006.

## Personnalités du club

### Joueuses emblématiques

#### Meilleures buteuses
Liste des meilleures buteuses de l'histoire de la Real Sociedad depuis 2006 (année de la remontée du club en Division 1),:
| Rang | Joueuses        | Période  | Championnat | Coupes | Europe | Total |
| 1er  | Nahikari García | 2013-... | 88          | 18     | -      | 106   |

#### Joueuses les plus capées
Liste des joueuses les plus capées de l'histoire de la Real Sociedad depuis 2006 (année de la montée du club en Division 1):
| Rang | Joueuses         | Période   | Championnat | Coupes | Europe | Total |
| 1    | Aintzane Encinas | 2004-2017 | 311+        | ?      | -      | 388   |

## Structures du club

### Organigramme
L'organigramme du pôle féminin depuis 2017:
| Poste                            | Nom                |
| Directrice Sportive              | Garbiñe Etxeberria |
| Secrétaire technique             | Xabier Illarreta   |
| Responsable de la technification | Aintzane Encinas   |

### Stade
La section féminine joue sur un terrain de jeu situé à Zubieta (Saint Sebastien, Guipuscoa), qui a une capacité de 2 500 places et son propre parking. 
En 2005, à l’occasion de la réinauguration des installations de Zubieta, la Real Sociedad féminines a organisé un match amical contre l’Olympique lyonnais, considéré comme l’une des meilleures équipes européennes.

### Centre d'entraînement
L'équipe féminine bénéficie des installations sportives de la Real Sociedad à Zubieta, où travaillent toutes les équipes de football du club. Il s’agit d’une surface de 70 000 m2, avec 7 terrains, 4 de gazon naturel et 3 synthétiques. Le centre dispose aussi d'une salle de rééducation, d'une salle de sport, d'une salle de projection et d'une salle de presse. 
Les joueuses de la Real effectuent quatre entraînements par semaine et, en général, leurs matches officiels se disputent sur gazon naturel .

## Rivalités

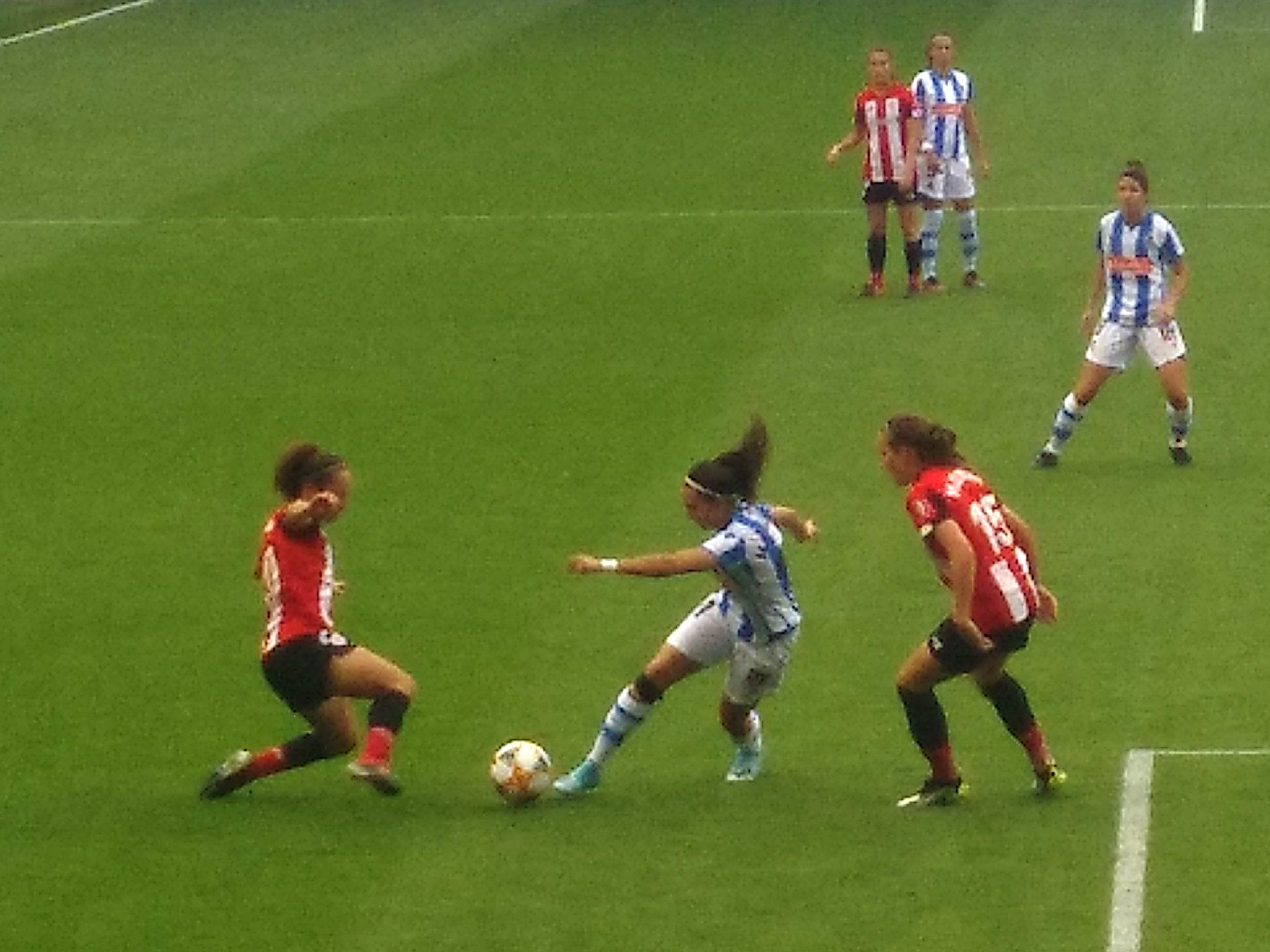
Derby du 13 octobre 2019 entre la Real Sociedad et l'Athletic Bilbao

La première confrontation de la Real Sociedad et l’Athletic Bilbao (le derby basque) en première division remonte au 14 octobre 2006. Ce sont la plupart du temps des confrontations en championnat (ou en coupe de la Reine).